# Bluepaid
Bluepaid était un système de paiement en ligne permettant aux professionnels (auto-entrepreneurs, TPE/PME, VDI, artisans, artistes) d’encaisser sans risques et sans contrat de vente à distance (VAD) les règlements électroniques par carte bancaire et, pour les particuliers, de payer leurs achats effectués sur Internet.
Présent de 2001 à 2020 sur internet et ayant été le quatrième opérateur français de paiement à son apogée, indépendant du système bancaire traditionnel, Bluepaid ne nécessitait pas d'ouverture de compte préalable à l’utilisation de son service de transactions sécurisé. Société agréée, au travers de son établissement de paiement de tutelle, par l’ACPR (Autorité de Contrôle Prudentiel et de Résolution) via une accréditation de la Banque de France sous le numéro 510273766, Bluepaid avait le pouvoir d’exercer le métier d’agent financier en toute légalité et en toute transparence.

## Historique
En 2007, dans le même temps que le lancement de l’étude de la Directive sur les Services de Paiement (DSP) entrée en vigueur 2 ans plus tard, BluePaid INVEST voit le jour sous l’impulsion de son PDG-fondateur Frédéric Benhaïm.
On lui doit notamment la création en 2003 d’une des toutes premières entreprises d’emailing et de mailing fax - revendue depuis à Odyssey Messaging - ou encore, en 2004, le développement d’un des premiers systèmes de gestion de contenu (en anglais Content Management System - CMS) du marché.
Cette entreprise évolue sur le marché du paiement et suivi des transactions par carte bancaire à distance, et ce dès sa création, De 2009 à 2012 Bluepaid Invest a procédé à 3 levées de fonds.
Depuis 2012, l’entreprise connaît une phase de pleine croissance, affichant à ce titre une augmentation de son chiffre d’affaires de près de 20 % entre 2013 et 2014.
Bluepaid Invest est mise en liquidation judiciaire le 4 février 2020.

## Identité visuelle (logos)

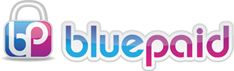
Logo de la société Bluepaid

## Activité

### Solutions techniques d'encaissement sécurisé et de paiement par Internet pour tous les professionnels
Connaissant encore une progression annuelle à plus de 2 chiffres (11,2 % en 2014, 10 % attendus en 2015), le secteur du e-commerce français reste définitivement florissant et promet un nombre toujours plus important de transactions - les achats en ligne séduisant toujours plus d’internautes. Ils sont près de 80 % à d’ores et déjà être des cyber-acheteurs, soit environ 35 millions de clients potentiels pour les professionnels de la vente en ligne de produits et services.
Le CA global du secteur devrait ainsi atteindre 62,5 milliards d’euros en 2015 ().
Dans un tel contexte de croissance, Bluepaid met à disposition de tous les professionnels des solutions d’encaissement simples à implémenter et à l'efficacité avérée en matière de sécurisation des transactions.
Bluepaid s'intègre à n'importe quel type de plateforme CMS (système de gestion de contenu) grâce à la création internalisée de modules d’intégration spécifiques.
En effet, Bluepaid a mis en place des partenariats avec les principaux acteurs du développement de solutions de sites internet de vente en ligne que sont entre autres les CMS :
- Prestashop,
- Magento,
- WordPress,
- OsCommerce,
- Joomla!,
- Opencart

Fait notable, Bluepaid s’adresse à tous les professionnels. Notion intégrant les auto-entrepreneurs, les artistes et toutes les personnes morales ou physiques pouvant justifier d’un simple numéro d’identification professionnel (SIRET).
24 heures suffisent pour ouvrir un compte et proposer un paiement par cartes bancaires totalement sécurisé sans nécessité de contrat VAD ni aucun engagement de durée ou financier, le compte pouvant être dénoncé à tout moment sans avoir à payer d'indemnité ni de frais de résiliation.
L’offre Pro Bluepaid est composé d'un abonnement fixe à 9,99 € HT/mois et d'une commission plafonnée à 2,5 % du montant + 0,24 € par transaction (ou 1,9 % pour toute transaction supérieure ou égale à 8000 €). Elle inclut :
- Mise en attente : opération permettant la vérification de la validité de la transaction en différant l’encaissement - à la livraison ou à la fin d’une période d’essai, par exemple.
- Mise à disposition d’un Terminal Electronique de Paiement (TPE).
- Lien d’encaissement : envoyé au client par email, ce lien permet un accès direct à la page d’encaissement.
- Formulaire : visant à récupérer les informations personnelles du client dans le cas où le site marchand n’en possède pas.
- Abonnement : fonctionnalité permettant l’encaissement de paiements à des dates prédéfinies ou régulières.
- Multi VAD : fonction autorisant la connexion de plusieurs numéros de Vente A Distance ou différents acquéreurs.
- Multi-sites : Solution technique permettant de lier plusieurs sites marchands à un même compte
- Multi-langues : Interface de choix de la langue de la fenêtre de paiement en ligne.
- Pays bannis : option visant à définir une liste de pays exclus des transactions.
- Sécurité + : algorithme spécifique puissant de vérification des transactions qui, bien qu’autorisées, resteraient risquées.

Son service vise à lutter contre la fraude et le blanchiment et via son système d’accompagnement des commerçants et de tous les utilisateurs du service, l’entreprise Bluepaid contribue à renforcer la confiance numérique lors des échanges commerciaux sur internet.

### Bluepaid Place de marché (Marketplace)
En parallèle de ses solutions techniques d’encaissement de transactions en ligne, Bluepaid propose une place de marché pour les entreprises et les professionnels souhaitant développer leur CA et leur volume d’activités. 
Cette marketplace (en français place de marché) permet d’accroitre leur visibilité et celle de leur(s) site(s) en mettant en avant produits phares, promotions et tout ou partie de leur(s) catalogue(s).
La solution Place de Marché Bluepaid permet ainsi :
- le référencement de mots clés directement depuis un compte Bluepaid,
- la mise en avant d’informations régulières à destination d’acheteurs qualifiés,
- le développement d’une stratégie marketing d’envois de campagnes SMS de promotion du vendeur, de ses activités et de ses produits,
- l’utilisation de plugins de liens avec les réseaux sociaux pour diriger les acheteurs vers les sites de vente en ligne.

Au travers de sa place de marché, Bluepaid se positionne dès lors comme un partenaire commercial et de développement de stratégies web marketing au service de la réussite de ses clients revendeurs.

### Le service pour les particuliers
Outre la possibilité de régler tous les achats réalisés sur les sites internet marchands intégrant la solution de paiement sécurisé Bluepaid, les particuliers ont, à l’instar des professionnels, également la possibilité d’encaisser des paiements par cartes bancaires intégralement sécurisés.
Personnes résidantes en France ou en Europe peuvent, grâce à la solution Bluepaid Start Particulier, encaisser un paiement par cartes bancaires hautement sécurisé. 
Les encaissements en nom propre sont possibles jusqu’à hauteur de 2500€ par an et peuvent être reversés sur comptes bancaires sans pénalités, excluant ainsi frais de transfert, frais de conversion ou autres.
Via un simple formulaire d’inscription en ligne aboutissant à l’édition d’un contrat (à remplir et renvoyer dument signé et accompagné des documents demandés par retour de mail), Bluepaid valide la création d’un compte Start Particulier mettant à disposition du-dit particulier une page de paiement direct administrable et personnalisable, exactement comme un mini-site internet (choix du logo, des couleurs de la page…).
La solution Bluepaid Start Particulier c’est :
- l’autonomie et la sécurité d’encaisser des règlements par cartes bancaires directement en nom propre,
- sans d’abonnement,
- 4 reversements par mois,
- des encaissements jusqu’à 2 500€ par an,
- formulaires, lien de paiement et page de paiement directs,
- une commission par transaction de 3,4 % du montant + 0,30€

Seules conditions : ne pas vendre de produits illicites, de tabac, de produits pharmaceutiques ou contraires à la morale et à la législation française.

## Technologie
Les solutions techniques d'encaissement sécurisé et de paiement par Internet développées par Bluepaid peuvent être déployées sur n'importe quel type de serveur sur lequel PHP et MySQL sont installés.
Par ailleurs, elles sont compatibles avec tout appareil mobile intégrant un système d’exploitation iOS ou Android.